# Questo strano mondo
Questo strano mondo è un programma televisivo italiano adattamento del programma Strange Evidence. La trasmissione, condotta da Marco Berry, ha debuttato nel panorama televisivo italiano nell’anno 2022.

## Il programma
Ideato e condotto da Marco Berry, è andato in onda per la prima volta nel 2022 sul canale DMAX, per 10 puntate. Ogni puntata prevedeva la combinazione di elementi eclettici, che comprendevano accadimenti misteriosi, interviste, e reportage sul terzo mondo. Nel 2023 è stata trasmessa la seconda stagione.
Il programma per le riprese in studio ha utilizzato come location le gallerie del monte Soratte.
Dal 2024 viene trasmessa la terza stagione.

### Contenuto e produzione
Il programma trattava di argomenti afferenti all'ambito dell'ufologia, del paranormale e fenomeni inspiegabili. Tra i contenuti principali del programma vi erano:
- Fenomeni naturali misteriosi: esplorando eventi naturali rari e misteriosi, come avvistamenti di luci nel cielo, cerchi nel grano e altri enigmi della natura. Alcuni esperti sono stati consultati per cercare di dare spiegazioni a questi fenomeni paranormali.
- Presunti incontri con alieni: Il programma ha presentato testimonianze di individui che sostenevano di aver avuto incontri con esseri extraterrestri o di aver assistito a avvistamenti di UFO. Queste storie sono state esaminate in dettaglio, spingendo gli spettatori a riflettere sulla possibilità di un contatto con civiltà aliene.
- Esplorazioni in luoghi misteriosi: Marco Berry ha viaggiato in diversi paesi per visitare luoghi noti per la loro connessione con il mistero e l'inspiegabile. Queste esplorazioni hanno incluso visite a siti archeologici, luoghi associati a leggende ed altri siti misteriosi.[4]

## Accoglienza

### Critica
Il programma ha ricevuto una recensione positiva incentrata sulle qualità attoriali del conduttore ma negativa nel contenuto definendolo "sensazionalismo".